# Septembre 1851

## Événements
- 1er septembre : échec d’un soulèvement à Cuba fomenté par le général rebelle Narciso López.

- 17 septembre : traité de Fort Laramie. Les colons peuvent traverser les territoires indiens, moyennant un droit de passage en nature et en argent.

- 18 septembre : Manuel Montt, élu président du Chili, dirige le pays en despote éclairé, à l’écart des libéraux et des conservateurs.
  - Au Chili, l’ordre conservateur est contesté par les idées libérales. Les libéraux réclament l’interdiction de la réélection du président, la décentralisation administrative, l’extension du droit de vote et l’abolition de tous les privilèges. Ils sont divisés entre un parti libéral lié à l’oligarchie, et un parti radical appuyé par les classes moyennes.

- 25 septembre (Chine) : victoire de l’armée des Taiping à Yongan. Les forces de Hong Xiuquan brisent le siège de la ville par les troupes impériales Qing et poursuivent leur avance en tuant et chassant les fonctionnaires du gouvernement, brûlant titre fonciers et reconnaissance de dettes. Les Taiping acquièrent une grande popularité en distribuant argent et butin au paysans pauvres.

## Naissances
- 9 septembre : Rémi d'Avezac de Moran, journaliste et militant monarchiste français.
- 12 septembre : Arthur Schuster (mort en 1934), physicien germano-britannique.
- 19 septembre : Paul Biva, peintre et dessinateur français († 13 juin 1900).
- 24 septembre : Richard Ludwig Wilhelm Pietschmann (mort en 1923), orientaliste, égyptologue et bibliothécaire allemand.
- 30 septembre : Carlo Anadone, peintre et photographe italien († 8 mars 1941).

## Décès
- 6 septembre : Karl Dietrich Eberhard König (né en 1774), naturaliste allemand.
- 7 septembre : John Kidd (né en 1775), médecin, chimiste et géologue britannique.
- 8 septembre : Joseph Anselm Feuerbach (né en 1798), philologue et archéologue allemand.
- 29 septembre : Paul-Thérèse-David d'Astros, cardinal français, archevêque de Toulouse (° 15 octobre 1772).